# Nidže
Nidže (makedonsky Ниџе, řecky Όρος Βόρας) je pohoří na severomakedonsko-řecké hranici. Nejvyšším vrcholem pohoří je Kajmakčalan s výškou 2521 m n. m.
Na severomakedonské straně hranice zabírá toto pohoří plochu 689 km2, z nichž 357,4 km2 se nachází v nadmořské výšce nad 1000 m n. m.; 82,2 km2 ve výšce 1500 m n. m. a jen 10,8 km2 ve výšce 2000 m n. m. Státní hranice vede po hlavním hřebenu. Pohoří vede ve směru severovýchod-jihozápad. Kromě vrcholu Kajmakčalan se zde nachází několik dalších vrcholů nad 2000 m, např. samotný Nádže s 2361 m n. m., nebo Pella s 2524 m n. m. Pohoří má délku 20 km; ze západní strany přechází do rovinatého regionu Pelagonie, na severu přechází do Selečské planiny, od níž ho odděluje Skočivirská soutěska Černé řeky. Jižně od pohoří se nachází kotlina v okolí města Aridea z řecké strany. V úpatí pohoří Nidže pramení řecká řeka Moglenitsas.
Pohoří mělo klíčový význam během první světové války, neboť skrz něj procházela tzv. Soluňská fronta; odehrála se zde tzv. Bitva u Dobrého Pole. Na území Severní Makedonie se jedná o páté nejvyšší pohoří.